# 加水
加水（かすい）とは、水を加えることである。
また、あるものに対する水分量の割合のことを加水率といい、主にパンや麺類、日本酒に用いる。